# Fenix (aparat fotograficzny)

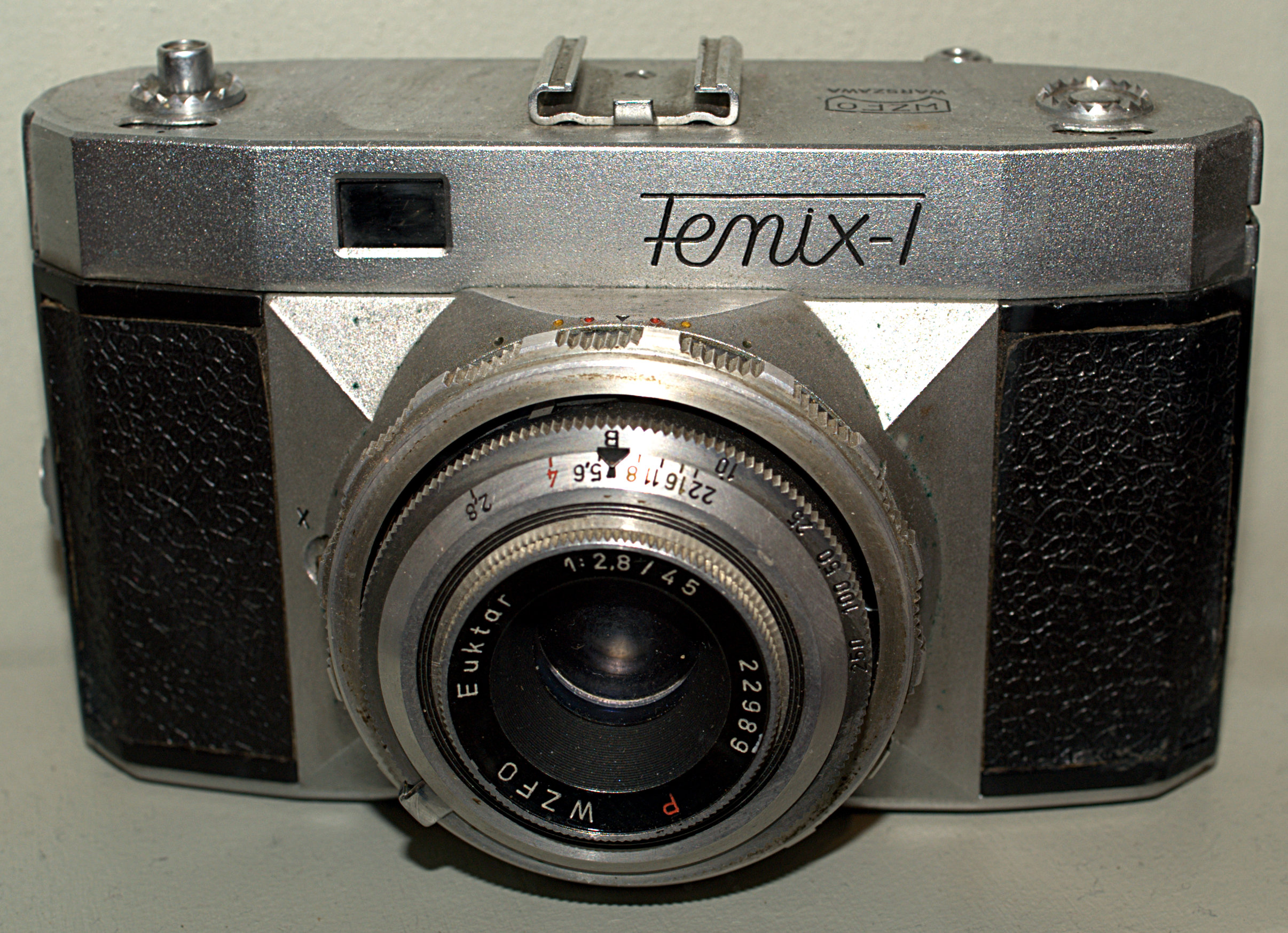
Fenix-I na wystawie "Produkt Polski" w Galerii Krakowskiej

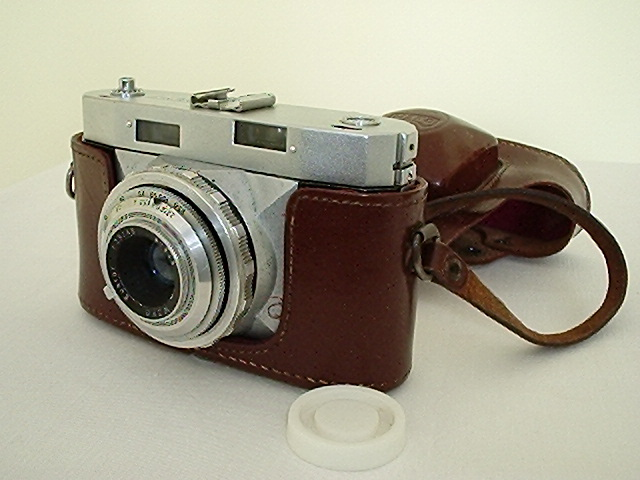
Fenix II

Fenix – opracowany w Centralnym Laboratorium Optycznym pod kierownictwem Feliksa Sujkowskiego w latach 1950–54 i po zmianach produkowany przez WZFO małoobrazkowy aparat fotograficzny, którego nazwa nawiązuje do imienia konstruktora.
Pod nazwą Cunica produkowano także wersję eksportową aparatu Fenix I, był on wyposażony w światłomierz selenowy.

## Dane techniczne
- typ
  - projektowany: lustrzanka jednoobiektywowa
  - wdrożony do produkcji: aparat przeziernikowy
- format negatywu 24x36mm
- obiektyw Euktar 1:2,8/45mm
- przysłona od 2,8 do 22
- migawka centralna: 1/10, 1/25, 1/50, 1/100, 1/250s i B
- sanki i gniazdo synchronizacji lampy błyskowej
- szybki przesuw błony dźwignią
- minimalna odległość fotografowania: 1 metr (?)
- Fenix II dodatkowo dalmierz
- transport filmu:
  - Fenix I i Fenix II – z kasety do kasety, bez zwijania powrotnego
  - Fenix Ib i Fenix IIb – z pokrętłem zwijania powrotnego.

### Modele niewprowadzone do produkcji
- I a, I s, II a, II s